# Tongrube / Steinbruch Oberauel
Tongrube / Steinbruch Oberauel este o arie protejată (arie specială de conservare — SAC, sit de importanță comunitară — SCI) din Germania întinsă pe o suprafață de 9,01 ha, integral pe uscat.

## Localizare
Centrul sitului Tongrube / Steinbruch Oberauel este situat la coordonatele 50°57′17″N 7°13′03″E / 50.9547°N 7.2175°E.

## Înființare
Situl Tongrube / Steinbruch Oberauel a fost declarat sit de importanță comunitară în martie 2001 pentru a proteja un număr necunoscut de specii din flora spontană și fauna sălbatică aflate în arealul zonei. Situl a fost protejat și ca arie specială de conservare în iulie 2008.

## Biodiversitate
Situată în ecoregiunea continentală, aria protejată nu include niciun habitat protejat.
La baza desemnării sitului se află un număr nedeclarat de specii protejate.
Pe lângă speciile protejate, pe teritoriul sitului au mai fost identificate 1 specie de amfibieni.